# 172P/Yeung
172P/Yeung è una cometa periodica appartenente alla famiglia delle comete gioviane. Unica particolarità di questa cometa è di avere una MOID col pianeta Giove di sole 0,194543 UA, pari a circa 29 milioni di km, tale distanza è stata quasi eguagliata nel 1952 e nel 2011: nel passato uno di questi incontri ravvicinati ha cambiato l'orbita originaria in quella attuale, probabilmente un futuro incontro la cambierà nuovamente modificandola drasticamente.

## Scoperta
La cometa è stata scoperta il 21 gennaio 2002, in effetti già al momento dell'annuncio della sua scoperta era stata identificata con un asteroide scoperto l'anno prima (di cui a sua volta erano state scoperte immagini risalenti al 2000) e con osservazioni risalenti all'ottobre 1998, in seguito nel 2005 furono trovate immagini risalenti addirittura al 20 ottobre 1993 fatto che permise di numerarla definitivamente nel settembre 2005.